# UWC México 21
UWC México: Bloody Valentine 2 fue un evento de artes marciales mixtas producido por Ultimate Warrior Challenge México, que se llevó a cabo el 29 de febrero de 2020 en el Auditorio Municipal de Tijuana, Baja California, México.